# Camp de concentration de Danica
Le camp de concentration de Danica est le premier camp de concentration et d'extermination créé dans l'État indépendant de Croatie durant la Seconde Guerre mondiale

## Historique
Il a été établi à  Koprivnica le 15 ou le 20 avril 1941 dans les bâtiments abandonnés de l'usine d'engrais Danica. Mijo Babić, dignitaire du régime des Oustachis a participé à sa création. Les premiers prisonniers y ont été internés à partir du 18 avril 1941, des groupes importants de prisonniers y étant amenés fin avril.
Les Juifs de Zagreb ont été transportés à Danica et Jadovno au début de mai 1941. Ceux qui sont arrivés à Danica avaient déjà tous été éliminés en août 1941. Dès juin 1941, il y avait 2000 prisonniers à Danica, majoritairement des Serbes, puis par ordre d'importance numérique, des communistes croates, des Juifs et des Roms. Le nombre de prisonniers a atteint 5000, dont 500 Juifs.
Quatre-cents Roms ont été internés dans le camp, certains y étant exécutés.